# Jiří Skalický (1954)
Jiří Skalický (* 3. srpna 1954 Ústí nad Orlicí) je český farmakolog, vysokoškolský pedagog a politik. Působí jako primář oddělení klinické biochemie a diagnostiky v Pardubické krajské nemocnici. V letech 2010 až 2017 byl poslancem Poslanecké sněmovny PČR, v letech 2020 až 2024 zastupitelem Pardubického kraje, je rovněž dlouholetým zastupitelem města Pardubice a členem TOP 09.

## Život
V letech 1973 – 1978 vystudoval Farmaceutickou fakultu Univerzity Karlovy v Hradci Králové. Roku 1981 složil státní rigorózní zkoušky z farmakologie a toxikologie, získal doktorát v oboru Klinická farmacie. Následně získal atestace ve farmakologické analytice a biochemické a toxikologické analytice. V roce 2008 dokončil doktorský studijní program v oboru analytická chemie. Od roku 1978 působí v Pardubické krajské nemocnici a.s., od roku 1991 také jako primář oddělení klinické biochemie a diagnostiky v Pardubické krajské nemocnici a.s. Vyučuje na Univerzitě Pardubice na chemicko-technologické fakultě a Fakultě zdravotnických studií. Na Univerzitě Karlově v Hradci Králové vyučuje na Fakultě farmaceutické, Katedře chemické kontroly léčiv.
Je členem Česká společnosti Klinické biochemie ČLS JEP, České farmaceutické společnosti ČLS JEP, zkušební komise MZČR pro atestační zkoušky v oboru Klinická biochemie a Laboratorní vyšetřovací metody ve zdravotnictví, dále členem akreditační komise MZČR pro laboratorní a vyšetřovací metody ve zdravotnictví, Řídícího výboru projektu elektronického zdravotnictví Ministerstva zdravotnictví ČR. Také působí jako krajský konzultant pro obor Klinická biochemie a laboratorní medicína.
Jiří Skalický je ženatý a má dvě děti.

## Politická kariéra
V komunálních volbách v roce 1998 byl zvolen jako nestraník za Sdružení OS, NK zastupitelem města Pardubic. Mandát ve volbách v roce 2002 a 2006 obhájil jako nestraník za SNK ED na kandidátce Sdružení pro Pardubice (ve druhém případě dokonce z pozice lídra kandidátky). I v komunálních volbách v roce 2010 kandidoval a uspěl za Sdružení pro Pardubice, avšak pouze jako nestraník. V září 2013 se stal členem TOP 09 a v komunálních volbách v roce 2014 obhájil za tuto stranu post zastupitele města Pardubic (díky preferenčním hlasům se posunul ze 3. místa kandidátky na konečné 1. místo). Kandidoval také do Zastupitelstva Městského obvodu Pardubice IV, ale neuspěl.
Poslancem Poslanecké sněmovny Parlamentu České republiky byl zvolen ve volbách 2010 v Pardubickém kraji z třetího místa tamní kandidátky TOP 09 jako nestraník, když však vlivem preferenčních hlasů (13,47 %) získal při rozdělování mandátů místo první. Mandát poslance mu zanikl rozpuštěním Poslanecké sněmovny v srpnu 2013. V následných předčasných volbách byl v Pardubickém kraji znova zvolen, když obdržel 2 725 preferenčních hlasů (9,85 % hlasů za stranu) a přeskočil lídra kandidátky Jaroslava Zedníka.
V listopadu 2015 byl na 4. celostátním sněmu TOP 09 v Praze zvolen členem předsednictva strany, získal 142 hlasů od přítomných delegátů. Funkci pak na dalším sněmu v listopadu 2017 obhájil, tentokrát získal 141 hlasů. Zastával ji do listopadu 2019. V krajských volbách v roce 2016 byl lídrem kandidátky TOP 09 v Pardubickém kraji, ale neuspěl a do zastupitelstva se nedostal.
Ve volbách do Poslanecké sněmovny PČR v roce 2017 byl lídrem TOP 09 v Pardubickém kraji, ale nepodařilo se mu mandát obhájit. V komunálních volbách v roce 2018 obhájil jako člen TOP 09 post zastupitele města Pardubice, když kandidoval za uskupení "Koalice pro Pardubice" (tj. TOP 09, KDU-ČSL a hnutí Nestran.). Stal se však zastupitelem městského obvodu Pardubice IV (v tomto případě kandidoval jako člen TOP 09 za uskupení "Koalice pro Pardubice (TOP 09, KDU-ČSL, NK) a Piráti". Ještě tentýž měsíc ale na mandát rezignoval.
V krajských volbách v roce 2020 byl zvolen jako člen TOP 09 za koalici ODS a TOP 09 zastupitelem Pardubického kraje.
Ve volbách do Poslanecké sněmovny PČR v roce 2021 kandidoval na 11. místě kandidátky koalice SPOLU (tj. ODS, KDU-ČSL a TOP 09) v Pardubickém kraji, ale nebyl zvolen. V krajských volbách v září 2024 obhajoval jako člen TOP 09 post zastupitele Pardubického kraje, a to na kandidátní listině uskupení „ODS a TOP 09“. Mandát krajského zastupitele se mu však obhájit nepodařilo.